# スティング (プロレスラー)
スティング（Sting、本名：Steve Borden、1959年3月20日 - ）は、アメリカ合衆国の元プロレスラー。ネブラスカ州オマハ出身。1990年代のWCWを代表するスーパースターである。
顔中に塗られた派手なペイントが特徴のレスラーとして名を馳せているが、ごく稀にペイント無しの素顔で登場する場合もある。1996年まではカラフルなフェイスペイントに加え、星条旗カラーなど派手なコスチュームだったが、それ以降は基本的に白黒と稀に赤色のフェイスペイント・コスチュームで登場していた。

## 来歴

### キャリア初期
ロサンゼルス郊外ベニスビーチのゴールドジムに入会した際、インストラクターとして働いていたジム・ヘルウィッグと共に、AWAなどで活躍したレッド・バスチェンにスカウトされる。
1985年11月、フリーダム・ファイターズ（The Freedom Fighters）なるタッグチームとして、自身はフラッシュ（Flash）、ヘルウィッグはジャスティス（Justice）と名乗ってプロレスラーデビューを果たし、テネシー州メンフィスのCWA（後のUSWA）にて活動。ジェリー・ローラー&オースチン・アイドルが保持していたAWA南部タッグ王座にも挑戦した。

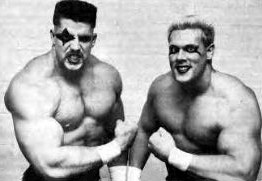
ブレード・ランナーズ
（左がロック、右がスティング）

1986年3月、ビル・ワットが主宰していたUWFにてチーム名をブレード・ランナーズ（The Blade Runners）へと変更。リングネームもスティング（Sting）に改名し、同じくロック（Rock）と改名したヘルウィッグとのコンビで、ロード・ウォリアーズのフェイクギミックとして活動。ジム・ドゥガン&ココ・B・ウェア、テッド・デビアス&スティーブ・ウィリアムス、ファビュラス・フリーバーズのテリー・ゴディ&バディ・ロバーツなどのチームと対戦した。
しかし、ヘルウィッグが離脱したことでチームは解散し、単身でUWFに残留。ヒールのポジションでエディ・ギルバートやリック・スタイナーとユニットを組み、ザ・ファンタスティックス（ボビー・フルトン&トミー・ロジャース）やテリー・テイラー&クリス・アダムスなどのチームを破ってUWF世界タッグ王座を再三獲得した。

### WCW

#### 1987年 - 1990年

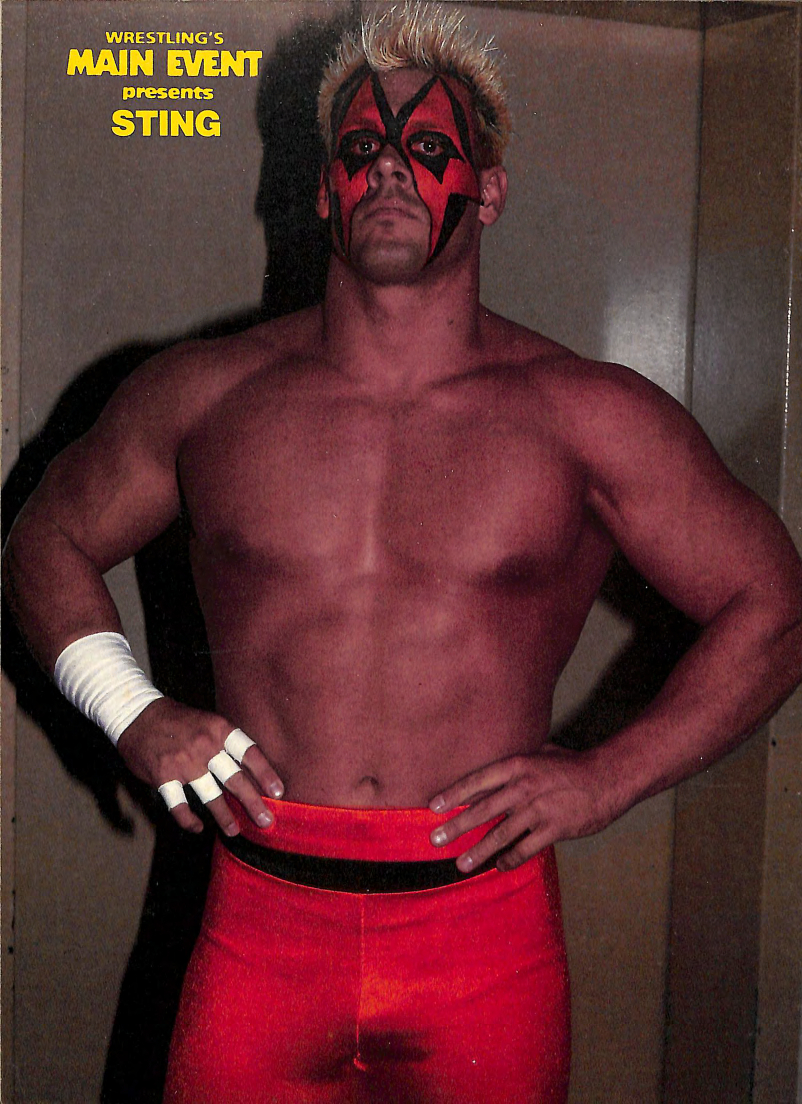
1988年

1987年、UWFがNWAジム・クロケット・プロモーションズに買収され、1988年には同団体がWCWに移行したことによりベビーフェイスへと転向。NWA世界ヘビー級王者のリック・フレアーやグレート・ムタとの抗争で人気を博すようになり、3月27日、WCWがWWFのWrestle Mania IVと同日に開催したClash of the ChampionsにてフレアーとのNWA世界ヘビー級王座戦は45分時間切れ引き分けの名勝負となり、トップスターの仲間入りを果たす。
1989年、全日本プロレスへの参戦で初来日を果たす。アメリカでの活躍が知れ渡っており期待され、来日第1戦では田上明から勝利を収めるも、6月5日の日本武道館大会にてダニー・スパイビーに敗退した。
1990年1月、因縁のあるフレアー率いるトップユニットであったフォー・ホースメンと短期間ながら共闘し、マネージャーのゲーリー・ハート率いるJ・テックス・コーポレーション（テリー・ファンク、ムタ、ドラゴンマスター、バズ・ソイヤー、ディック・スレーター）と抗争を展開。
7月7日、The Great American Bash 1990にてフレアーからNWA世界ヘビー級王座を奪取。戴冠時には謎のマスクマンであるブラック・スコーピオンを相手に防衛戦を展開。ブラック・スコーピオンの正体は、オレイ・アンダーソンなど複数のレスラーが入れ替わっているのではないかという疑念が生まれるが、12月16日、WCWにおける年間最大のイベントであるStarrcade 1990にてブラック・スコーピオンと対戦して勝利した際、マスクを剥ぐとその正体はフレアーであった。

#### 1991年
1991年1月11日、新設されたWCW世界ヘビー級王座とNWA世界ヘビー級王座のダブルタイトルを懸けてフレアーと対戦するが敗戦し、NWA世界ヘビー級王座を手放すと共にWCW世界ヘビー級初代王者の座に就くことができなかった。また、WCW世界タッグ王座を奪取する事にも視野に入れるようになり、レックス・ルガーと組んでドゥーム（ロン・シモンズ&ブッチ・リード）とも抗争を展開。
3月21日、WCWと新日本プロレスにより東京ドームにて開催されたStarrcade 1991 in 東京ドームに来日。因縁のムタと対戦した。
8月25日、WCW USヘビー級王座争奪1Dayトーナメントに出場。アーン・アンダーソン、ダイヤモンド・スタッド、スティーブ・オースチンを倒して王座を戴冠した。11月に陥落するまではカクタス・ジャック、アブドーラ・ザ・ブッチャーなどを相手に防衛した。9月には新日本プロレスに参戦し、武藤敬司とタッグでの競演を果たす。12月29日、Starrcade 1991にてWWFのロイヤルランブルに対抗して行っていたバトルボウルにて優勝を飾った。

#### 1992年
1992年1月4日、Starrcade 1992 in 東京ドームにて武藤ではなくグレート・ムタとの競演を果たし、スタイナー・ブラザーズ（リック・スタイナー&スコット・スタイナー）から勝利を収めた。2月29日にはルガーを破り、WCW世界ヘビー級王座を獲得した。
5月17日、WrestleWar 1992にて自らがリーダーとしてスティングス・スクアドロン（バリー・ウィンダム、ダスティン・ローデス、ニキタ・コロフ、リッキー・スティムボート）を結成し、ジム・クロケット・プロモーションズの残党であり、WCWの略奪を目論む悪徳マネージャーのポール・ヘイマン率いるデンジャラス・アライアンス（オースチン、アンダーソン、ビューティフル・ボビー、ラリー・ズビスコ、リック・ルード）と2面リングに金網で包囲したウォー・ゲームを行い、バックルやロープが飛び散る凄惨な状況から最後は自身によるボビーへのアームバーで勝利し、WCWを守りきった。
7月12日、ビッグバン・ベイダーにWCW世界ヘビー級王座を奪取されると、しばらくタイトル戦線から離れることになるが、ストーリーラインの中心となり、9月からはWWFより移籍してきたジェイク・ロバーツと抗争を開始。10月25日、Halloween Havoc 1992にてスピン・ザ・ウィール・メイク・ザ・ディール・マッチを行い勝利した。

#### 1993年
1993年1月4日、新日本プロレスのFantastic Story in 東京ドームに参戦。馳浩と対戦し、飛びつき式DDTからスティンガー・スプラッシュを決めて勝利した。
2月になるとWCW世界ヘビー級王座に照準を絞り、王者ベイダーとの抗争を再開。3月11日に2度目の戴冠を果たしたものの、17日にベイダーに奪還され6日間の在位となった。5月3日、新日本プロレスのレスリングどんたくに参戦してスコット・ノートンと対戦。6月にはWWFから復帰したフレアーと共闘している。中堅のデイビーボーイ・スミスや若手のダスティン・ローデスともタッグを組み、WCW世界タッグ王者チームのナスティ・ボーイズ（ブライアン・ノッブス&ジェリー・サッグス）とベルトを争った。

#### 1994年 - 1995年
1994年3月、ドイツで行われたヨーロッパカップに出場して優勝し、4月17日にはWCWインターナショナル王座を獲得。11月には短期間ながらハルク・ホーガンとのタッグが実現している。
1995年1月4日、新日本プロレスの闘強導夢 BATTLE 7に参戦。アントニオ猪木引退記念ファイナルカウントダウン格闘技トーナメントに出場し、ザ・モンスターマンの弟子との触れ込みであった謎の格闘家であるトニー・パルモラと対戦し、2回ダウンするもスコーピオン・デスロックで勝利。決勝にてアントニオ猪木と対戦するが一回戦で負傷し、攻撃する度にうずくまった猪木に余裕の勝利を見せるかと思われたがチョークスリーパーで敗戦した。2月よりランディ・サベージとタッグを組んでジ・アバランシュ&ビッグ・ババと抗争を展開。6月18日、WCW US王座争奪トーナメントに出場し、決勝にてミングを破り優勝。王座を獲得した。
9月17日、Fall Brawl 1995にてホーガン、ルガー、サベージとハルカマニアックスを結成してケビン・サリバン率いる怪奇派ユニットのダンジョン・オブ・ドゥーム（カマラ、ミング、ザ・シャーク、ゾディアック）とウォー・ゲームを行い、反則攻撃や粉塵攻撃などルール無用の戦いを展開でして勝利した。
9月23日、新日本プロレスに参戦し、武藤と対戦するが敗戦。11月13日、再び来日し、両国国技館にて新日本プロレスとWCW合同で行われたWorld in Japanに出場。佐々木健介とWCW US王座戦を行うが敗戦。ベルトを奪取された。12月27日、Starrcade 1995ではWorld Cup of Wrestlingと題されたWCWと新日本プロレスによるトーナメントが行われ、一回戦で佐々木と対戦してリベンジした。

#### 1996年 - 1998年
1996年、ルガーとのタッグで本格的にタッグ戦線に乗り込み、1月22日にハーレム・ヒート（スティービー・レイ&ブッカーT）からWCW世界タッグ王座を奪取した。アメリカン・メイルズ（スコッティ・リッグス&バフ・バグウェル）やロード・ウォリアーズ（ホーク&アニマル）、フェイシズ・オブ・フィアー（ミング&ザ・バーバリアン）などを相手に防衛を重ね、シングルではフレアーとWCW世界ヘビー級王座を争うなど活躍。3月13日にはクロサワと対戦して胸を貸している。
5月27日、WWFより移籍してきたアウトサイダーズ（ケビン・ナッシュ&スコット・ホール）によりWCWの空気は一変。7月7日のBash At The Beach 1996にてルガー&サベージvsアウトサイダーズで試合が始まるも、試合中にホーガンが登場し、アウトサイダーズに加勢してnWoを結成。このnWoの悪行により試合は事あるごとに潰されるようになり、成立しないようになった。
9月、新日本プロレスに参戦。G1 CLIMAX Specialにて行われたJapan USオールスタートーナメントに出場するが準決勝で越中詩郎と対戦して敗戦した。
同じ頃、nWoに加入していた偽スティングやタッグパートナーのルガーとの問題に関し挑発的なマイクパフォーマンスを行う。すると10月、それまでのカラフルなフェイスペイントやコスチュームから一転、アメリカン・コミックであるクロウの主人公、エリック・ドレイベンをモチーフとした白と黒を基調としたフェイスペイントと白黒のコスチュームでnWoの前に登場した。その後1997年には徐々にnWoと明確に敵対し、nWoがリングを荒らしていると天井からロープで降下し、黒いバットや新しく使用し始めたスコーピオン・デスドロップで乱入するスタイルを確立した。当時nWoに対抗できるレスラーはほとんど存在せず、スティングは巨悪にたった1人で立ち向かう孤高のヒーローとして人気を獲得した。そして年末のStarrcade 1997にてnWoのリーダー・ホーガンとWCW世界ヘビー級王座戦が組まれ、スコーピオン・デスロックで勝利。4年ぶりに同王座を獲得したが、スペシャルレフェリーのブレット・ハートの判定などで疑惑の試合となったため王座を剥奪。1998年2月22日、SuperBrawl VIIIにて再戦し、サベージが介入してホーガンをスプレー缶で殴りつけてそのままフォール。ベルトを奪い返す形になった。
nWoは徐々に内部分裂が起きるようになり、5月4日にはホーガン派のnWoハリウッドとナッシュ派のnWoウルフパックと分裂。スティングはnWoハリウッドのメンバーになろうとしていたが、すぐにシャツを破り捨ててnWoウルフパックのトレードマークである黒と赤のシャツを着用し、フェイスペイントもnWoウルフパック仕様の赤と黒
の色へと変更。盟友であるルガーも引き入れた。17日のSlamboree 1998ではザ・ジャイアントと組んでWCW世界タッグ王者チームであるジ・アウトサイダーズに勝利してベルトを奪取。この試合以降、タッグパートナーをナッシュへと変更し、ホール&ジャイアントとWCW世界タッグ王座を巡って抗争を繰り広げた。
ユニット間においてもnWoハリウッドのみならず、チームWCWも交えた三つ巴での抗争を展開。10月よりWCW US王座を保持するブレット・ハートと抗争を展開するが、25日のHalloween Havoc 1998にて対戦した際に敗れ、負傷を負い長期欠場へと追いやられるアングルが組まれた。

#### 1999年 - 2001年
1999年、NitroやPPVへの出場が出来ないためにハウス・ショーを中心として活動。そして4月11日、Spring Stampede 1999にて復帰。ダイヤモンド・ダラス・ペイジ、ホーガン、フレアーとWCW世界ヘビー級王座争奪4wayマッチを行うも奪取するに至らなかった。5月にはリック・スタイナーとWCW世界TV王座を巡って短期抗争、8月には目まぐるしく移動するWCW世界ヘビー級王座戦線に加わるも粗末な扱いをさせられる結果に終わった。
2000年4月、フレアーが参謀として指揮を執るミリオネアーズ・クラブのメンバーとなり、ライバル関係にあったニュー・ブラッドの一員であり、同じくフェイスペイントレスラーであったバンピーロと抗争を開始。ムタ、ザ・デーモン、ICPらとダーク・カーニバルなるユニットを結成して勢力を拡大するバンピーロに対して、スティングは飽くまでも一人で臨み、9月17日のFall Brawl 2000ではバンピーロおよびムタとの3wayマッチと題されながらも1vs2という不利な状況に立ったものの上手く仲間割れを起こさせて勝利した。
2001年3月26日、WCW最後のNitroにてフレアーと対戦して勝利し、抱擁を交わしてWCWはフィナーレを迎えた。

### インディー団体

#### 2003年 - 2005年
WCW崩壊後、多くのレスラーがWWEへ行ったがスティングはWWEへの移籍を選ばなかった。2002年10月30日、WCWの残党が多く集まったWWA（World Wrestling All-Stars）に参戦。ネイサン・ジョーンズと組んでマリス&バグウェルと対戦して勝利。12月6日、WWA世界ヘビー級王者決定戦にて盟友のルガーと対戦して勝利し、王者として君臨。
2003年5月25日、NWA世界ヘビー級王座を保持するジェフ・ジャレットとWWA世界ヘビー級も懸けたダブルタイトルマッチを行うが敗戦し、王座を陥落。また、このイベントを最後にWWAは活動休止となった。
6月18日、ジャレットが主宰するTNAに参戦。ジャレットと組んでAJスタイルズ&シックス・パックと対戦して勝利した。
11月5日、NWA世界ヘビー級王座を保持するジャレットに挑戦するも反則負けを喫する。12日、ルガーと組んでジャレット&スタイルズと対戦するが敗退。17日にはジャレットと再戦し、勝利した。
2004年4月21日、ハワイ州ホノルルを拠点とするHCW（Hawai'i Championship Wrestling）に参戦。当時、全日本プロレスが提携していたこともあり、ムタと組んでダイヤモンド・ダラス・ペイジ&小島聡と対戦して勝利した。
2005年1月22日、NWA加盟団体であるNWA Mid-Atlantic（NWA Mid Atlantic Championship Wrestling）が韓国で行った旗揚げ戦に参戦。ビリー・ガンと対戦して勝利した。同年にはケン・シャムロックやミック・フォーリーらと、プエルトリコに新団体の設立を計画し、8月の開催とカードも決定していたが、前売りチケットの売れ行きの不振から中止になった。

### TNA

#### 2006年 - 2007年

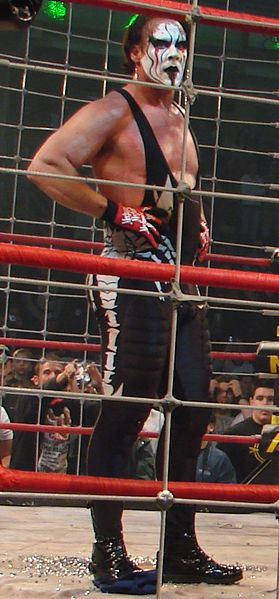
2007年

2005年12月11日、TNAと契約。2006年1月1日、iMPACT!にてリングの中央に置かれた椅子にスティングのトレードマークであるトレンチコート、ブーツ、そしてバットが乗せられ、登場する事が発表された。
1月15日、Final Resolution 2006にてクリスチャン・ケイジと組んでジャレット&モンティ・ブラウンと対戦し、TNA入団後初勝利を飾った。6月にはジャレット率いるプラネット・ジャレットと抗争を展開した際にはルガーやバグウェルといったWCW時代の仲間達を登場させてジャレットを挑発。10月22日のはTNAの年間最大のPPVであるBound For Glory 2006でカート・アングルをスペシャルレフェリーに迎えてジャレットとNWA世界ヘビー級王座戦を行い勝利し、ベルトを奪取した。
2007年4月、アングルと共闘するようになり8月27日のNo Surrender 2007ではTNA世界タッグ王座を獲得するが、10月14日のBound For Glory 2007にてTNA世界ヘビー級王座を保持していたアングルに挑戦して勝利し、ベルトを奪取。しかし、16日のiMPACT!にてアングルに奪い返され、2日間の在位に終わった。11月11日、Genesis 2007にて勝者がTNA世界タッグ王座を獲得できるタッグマッチにてブッカーTと組んでアングル&ナッシュと対戦。ベルトを奪取するに至らなかったが、後にこのメンバーで大規模なユニットを結成する布石を作る。

#### 2008年 - 2009年

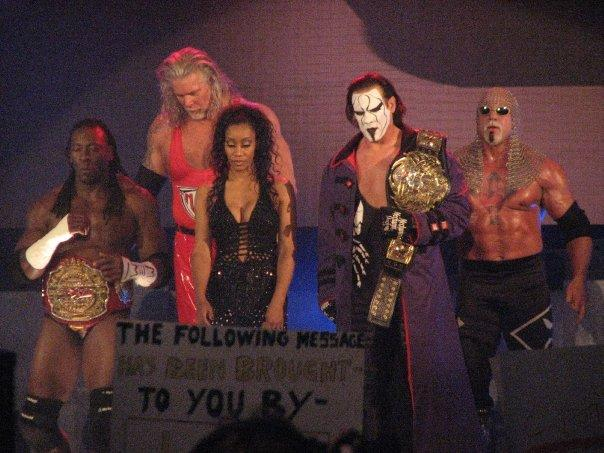
メインイベント・マフィア

2008年5月11日、デュース・ワイルド・トーナメントにて1回戦でチーム3D（ブラザー・レイ&ブラザー・ディーボン）と対戦するも負傷してしまい長期欠場となってしまう。
10月12日、Bound For Glory IVにて電撃復帰し、TNA世界ヘビー級王座を保持するサモア・ジョーと対戦して勝利し、ベルトを奪取した。23日、iMPACT!にてメインイベント・マフィアを結成。アングルが中心となってナッシュ、ブッカーT、スコット・スタイナーといったレジェンドレスラーが集結。試合ではナッシュと組んでAJスタイルズ & サモア・ジョーから勝利してリングを占拠した。
12月7日、Final Resolution 2008にてブッカーT、ナッシュ、スコット・スタイナーと組んでフロントライン（チーム3D、AJスタイルズ、サモア・ジョー）と8wayマッチによるTNA世界ヘビー級王座戦を行うが勝利して防衛した。
2009年、自身が保持するTNA世界ヘビー級王座を狙ってくるレスラー達の挑戦を退けていくが、3月にWCW時代に抗争を展開したミック・フォーリーがTNAと契約して入団してきた事により状況は一変。4月19日に行われたLockdown 2009にてケージマッチを行いベルトを奪われてしまった。
5月24日、Sacrifice 2009にてフォーリー、ジャレット、アングルとTNA世界ヘビー級王座4wayマッチを行う。フォーリーはベルト、アングルはメインイベント・マフィアのリーダーの座、スティングは引退、ジャレットはTNAでのプロデュースを賭けて対戦し、スティングがアングルに勝利。スティングがメインイベント・マフィアを略奪した。
10月18日、Bound For Glory 2009にてTNA世界ヘビー級王座を保持するAJスタイルズに挑戦するも敗戦。負傷したために欠場することになった。

#### 2010年

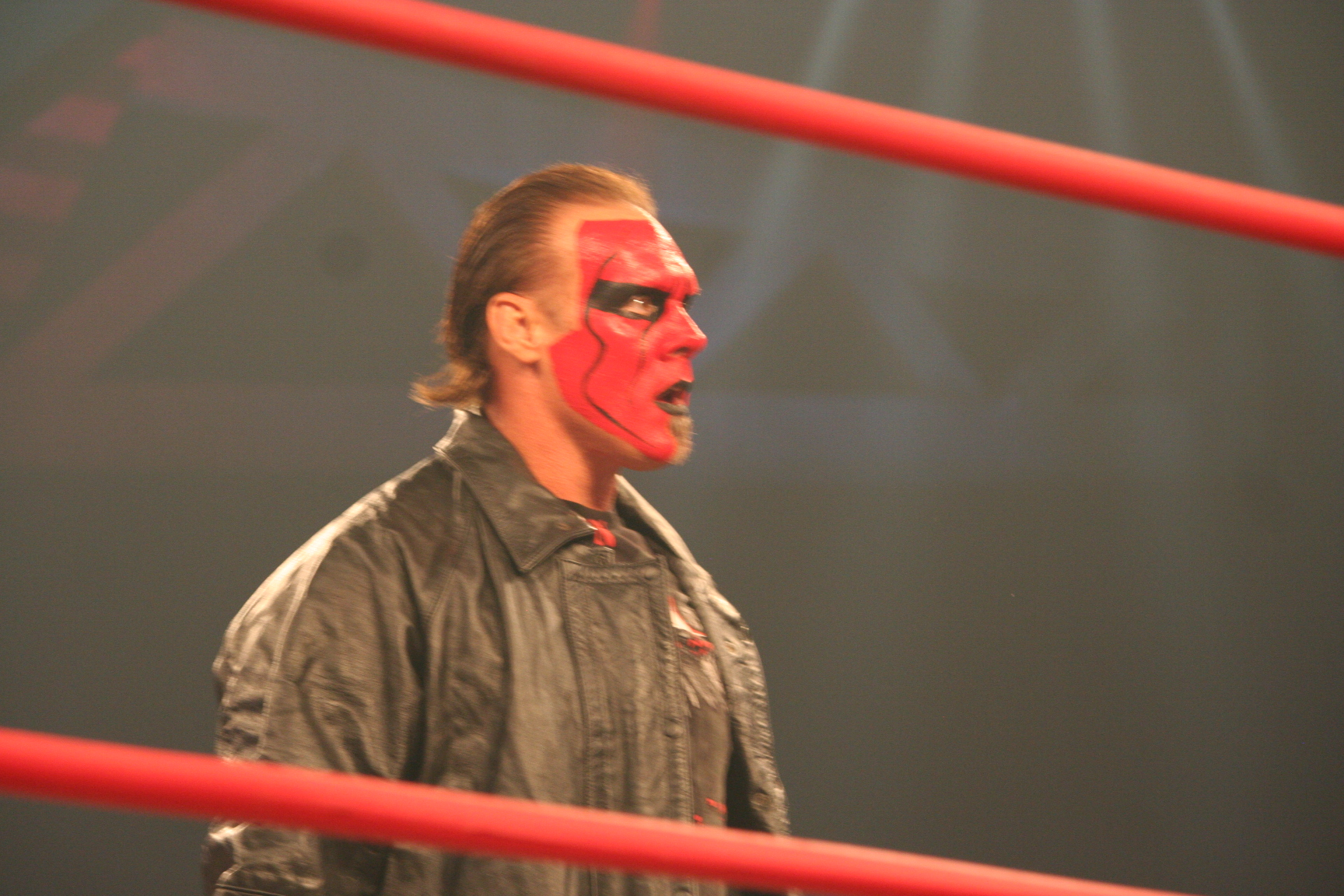
2010年

2010年3月8日、iMPACT!にて復帰するもTNAに入団してきたロブ・ヴァン・ダムと対戦した際にわずか10秒で敗戦。この裁定に納得いかないスティングはロブ・ヴァン・ダムをバットで襲撃するも止めに入ったホーガンにさえも容赦なく叩きつけた。
ホーガンやフレアー、ジェフ・ハーディーといった大物達が次々と入団してきたことにより存在感が薄くなりがちになってしまったが、チーム・ホーガンvsチーム・フレアーとの抗争やTNA版nWoといえるthe BANDでnWoウルフパック時代のフェイスペイントを再現するなどアピールした。
10月10日、Bound For Glory 2010にてディアンジェロ・ディネロ&ナッシュと組んでジャレット & サモア・ジョーと3vs2によるハンディキャップマッチを行い勝利。この試合を最後にTNAとは契約を延長せずにナッシュと共に退団した。

#### 2011年
2011年、2211なるプロモーションを行い、ジ・アンダーテイカーの復帰を予告したWWEに対抗し、2月のiMPACT!にて3311なるプロモーションでTNAに復帰する事が発表された。2月24日、iMPACT!にて復帰し、TNA世界ヘビー級王座を保持するジェフ・ハーディーに勝利して復帰第1戦目で王座を戴冠した。
4月、ミスター・アンダーソンと抗争を展開。襲撃するだけではなく、金髪で派手なコスチュームを着用していた時代のスティングの格好をして挑発された。6月12日、Slammiversary IXにてアンダーソンとTNA世界ヘビー級王座戦を行いエリック・ビショフの介入に邪魔されて敗戦。王座から陥落する事になるが、14日のIMPACT Wrestlingにてホーガンを襲撃。性格が豹変し、アメリカン・コミックであるダークナイトに登場する悪役、ジョーカーをモチーフとしたピエロのようなフェイスペイントを施すようになった。7月11日、IMPACT Wrestlingにてアンダーソンにリベンジし、TNA世界ヘビー級王座を奪取した。
10月9日、メキシコのメジャー団体であるAAAに初参戦。PPVであるHeroes Inmortales Vにてエル・メシアスと対戦するがノーコンテストに終わった。
10月16日、Bound For Glory 2011でホーガンと対戦。フレアーの介入などで苦戦するも凶器を奪ってホーガンを流血させ、攻勢を逆転。スコーピオン・デスロックで勝利した。試合後はホーガン率いるイモータルから襲撃されるが、ホーガンが静止させ、和解した。

#### 2012年 - 2014年
2012年、GMに就任し、TNAを統括する役職を与えられるが6月よりTNAを略奪に来たヒールユニットであるエイシズ・アンド・エイツの襲撃に遭い団体内は騒然となった。6月10日、Slammiversary XにてTNA殿堂を受賞。試合ではTNA世界ヘビー級王座を保持するボビー・ルードに挑戦するも奪取するに至らなかった。
2013年6月13日、依然として暴れ回っていたエイシズ・アンド・エイツへの対抗手段としてアングル、サモア・ジョー、マグナス、総合格闘家であるランペイジ・ジャクソンとニュー・メインイベント・マフィアを結成。9月26日、エイシズ・アンド・エイツとの直接対決で勝利後、ユニットは解散。
TNA世界ヘビー級王者となったマグナスはチーム・ディクシーにメンバー入りし、あらゆる手段で防衛。2014年1月23日、Genesisにてマグナスに挑戦するもチーム・ディクシーのレスラー達に妨害を受けて敗退した。この試合を最後にTNAから退団することになった。

### WWE

#### 2014年 - 2016年

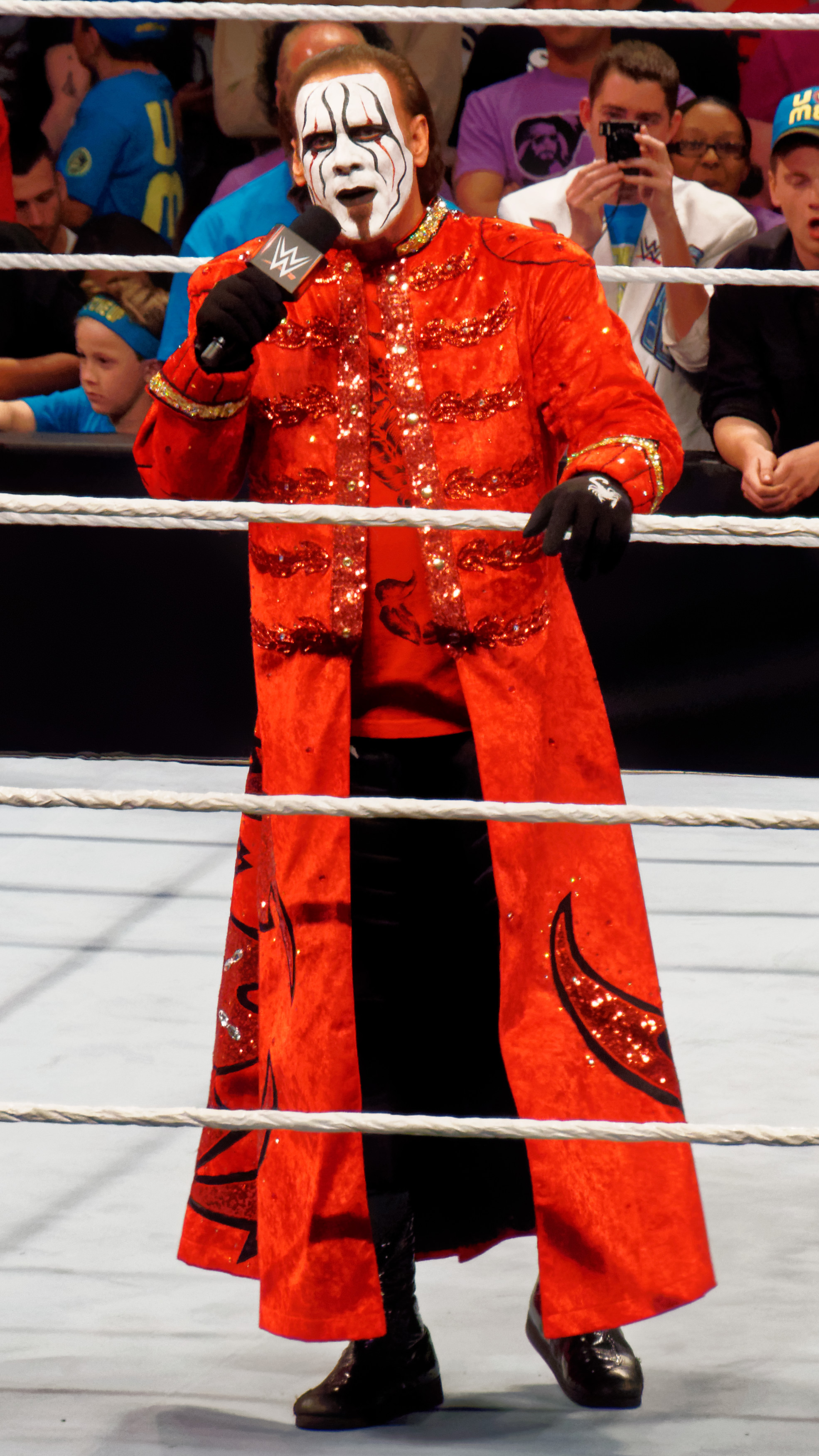
2015年

2014年4月14日、WWEと契約。最初の登場は直前に死去した盟友アルティメット・ウォリアーの追悼インタビュー（WWE公式動画）であった。以後、各種イベント、サイン会に登場。11月23日、PPVであるSurvivor Series 2014のメインイベントであるチーム・オーソリティーvsチーム・シナによるサバイバー・シリーズ・エリミネーション・マッチにてドルフ・ジグラーがトリプルHに襲撃されて万事休すかと思われた瞬間に会場は暗転し、スクリーンにスティングが映し出されると入場。大歓声を受ける中リングインしてトリプルHと睨み合いし、痺れを切らしたトリプルHが先に攻撃を仕掛けるも切り返してスコーピオン・デスドロップを見舞った。トリプルHをKOすると、リング上でダウンしていたセス・ロリンズの上へジグラーを寝かせてカウント3を取らせ、チーム・シナの勝利に貢献した。
2015年1月22日、RAWにてジョン・シナvsオーソリティー（ロリンズ、ケイン、ビッグ・ショー）による1対3でのハンディーキャップマッチにおいて圧倒的な劣勢の状態に追い込まれたシナに対して試合終盤に突如スクリーンに登場。バックステージより出てくるとリングに向かって指を指し、気を取られていたロリンズをシナが丸め込み勝利に貢献した。2月22日、PPVであるFastlaneにてリング上でトリプルHがマイクアピールを展開。WCWの伝説であることに対し今更WWEのリングに立つのか問われるが先に痺れを切らして襲撃してきたトリプルHを撃退。更にハンマーを取り出して仕返ししようとしてきたトリプルHを持参してきた黒バットを突きつけ放棄させ、スコーピオン・デスドロップを見舞った。
3月29日、WrestleMania 31にてトリプルHと遺恨戦を行う。中盤まで一進一退の攻防が繰り広げられ、D-ジェネレーションX（ロード・ドッグ、ビリー・ガン、Xパック）の介入、nWo（ホーガン、ナッシュ、ホール）の加勢などにより試合は大乱闘となるが終盤にトリプルHの援護に駆け付けたショーン・マイケルズによりスウィート・チン・ミュージックを喰らったことが致命傷となり力尽きトリプルHに敗戦。試合後には握手を求めてきたトリプルHに応じて返した。
9月20日、Night of Champions 2015にてセス・ロリンズの保持していたWWE世界ヘビー級王座に挑戦。試合中に足を負傷するも終盤にスコーピオン・デスロックを決めて逆転勝利を狙うが、切り返されると丸め込まれ敗退した。
2016年1月11日、RAWにてWWE殿堂入りする事が発表される。4月2日、WWE Hall of FameにてWCW時代の盟友であるリック・フレアーがインダクターを務め、呼ばれた際にはトレードマークで黒バットを持って登場。正式に引退を宣言し、プロレスラーとしての31年間に終止符を打った。最後に "I just want you to know that this isn't goodbye. It's see ya later" （「（プロレスラーとしては引退するが）さよならではない。また会おう」）と語り会場を後にした。

### AEW

#### 2020年 - 2024年
2020年12月2日、AEWのダイナマイトに登場し、複数年契約を結んだことが発表される。
2024年2月7日、グリーンズボロ・コロシアムで行われたレボリューションでダービー・アリンと組んでヤング・バックスとの引退試合を行い勝利を収めて引退した。

## 得意技

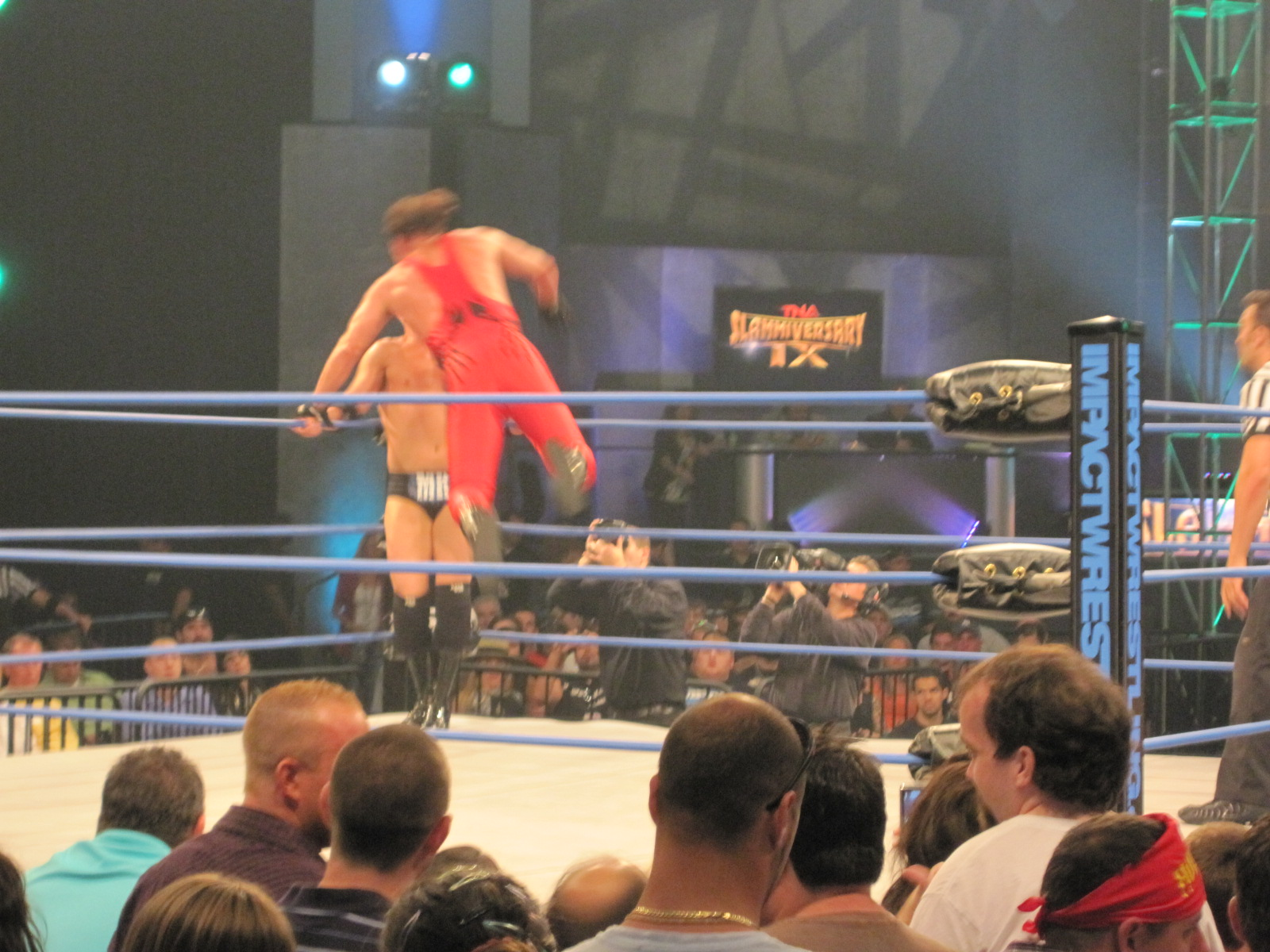
スティンガー・スプラッシュ

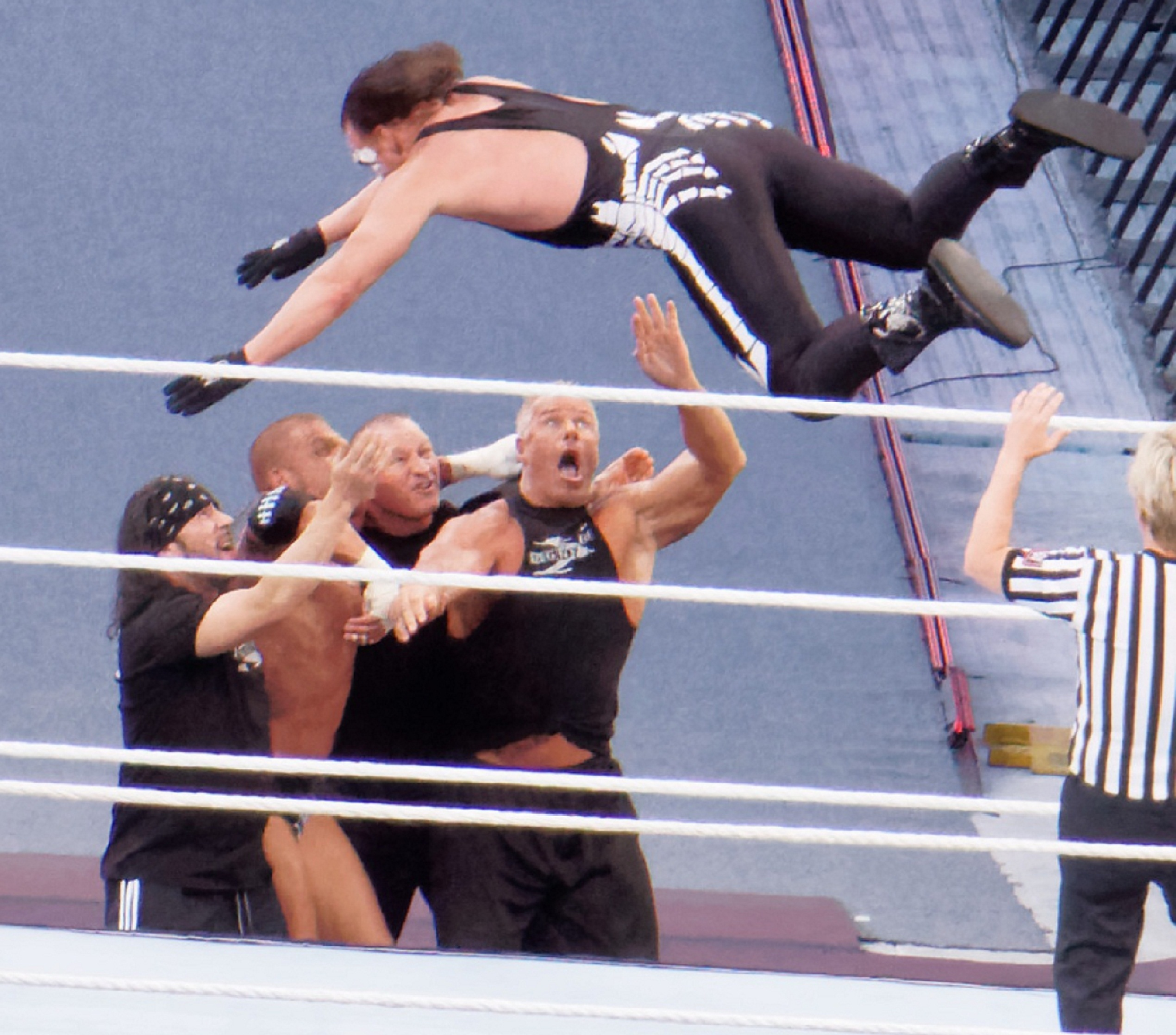
ダイビング・スプラッシュ

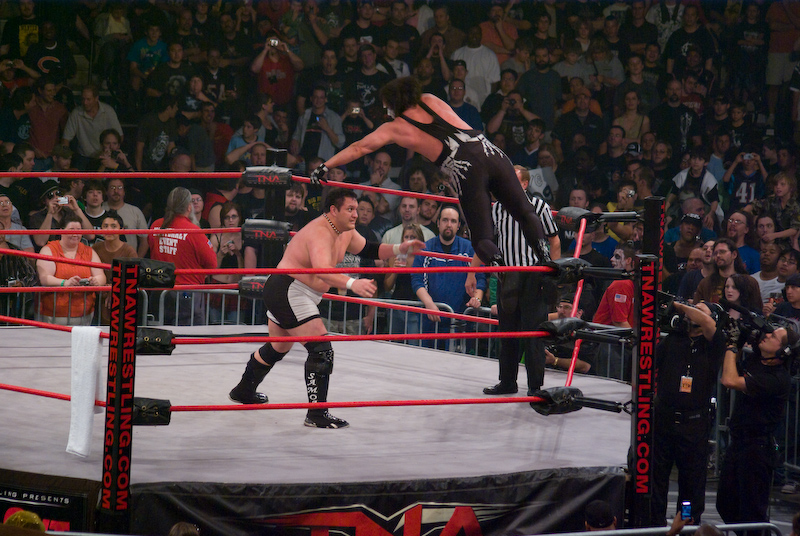
ダイビング・クロスボディー

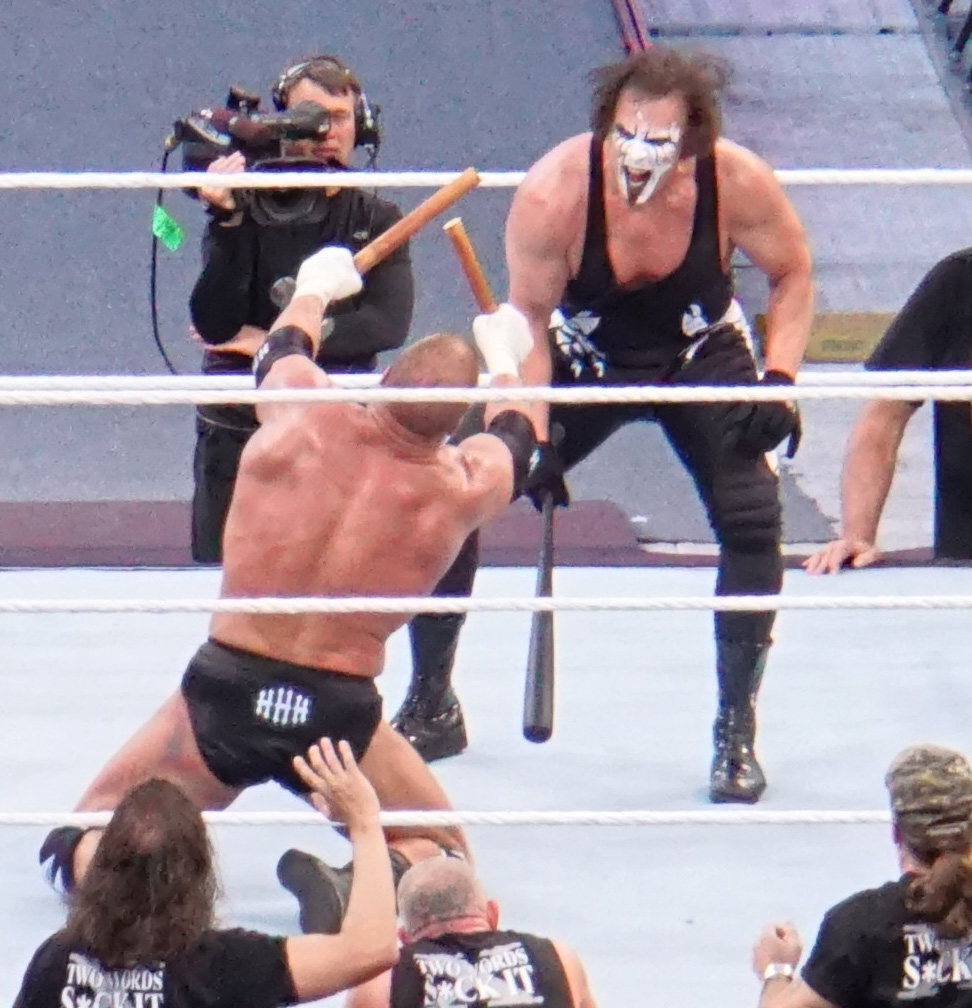
黒バット攻撃をトリプルHに仕掛ける。 WrestleMania 31.

### フィニッシュ・ホールド

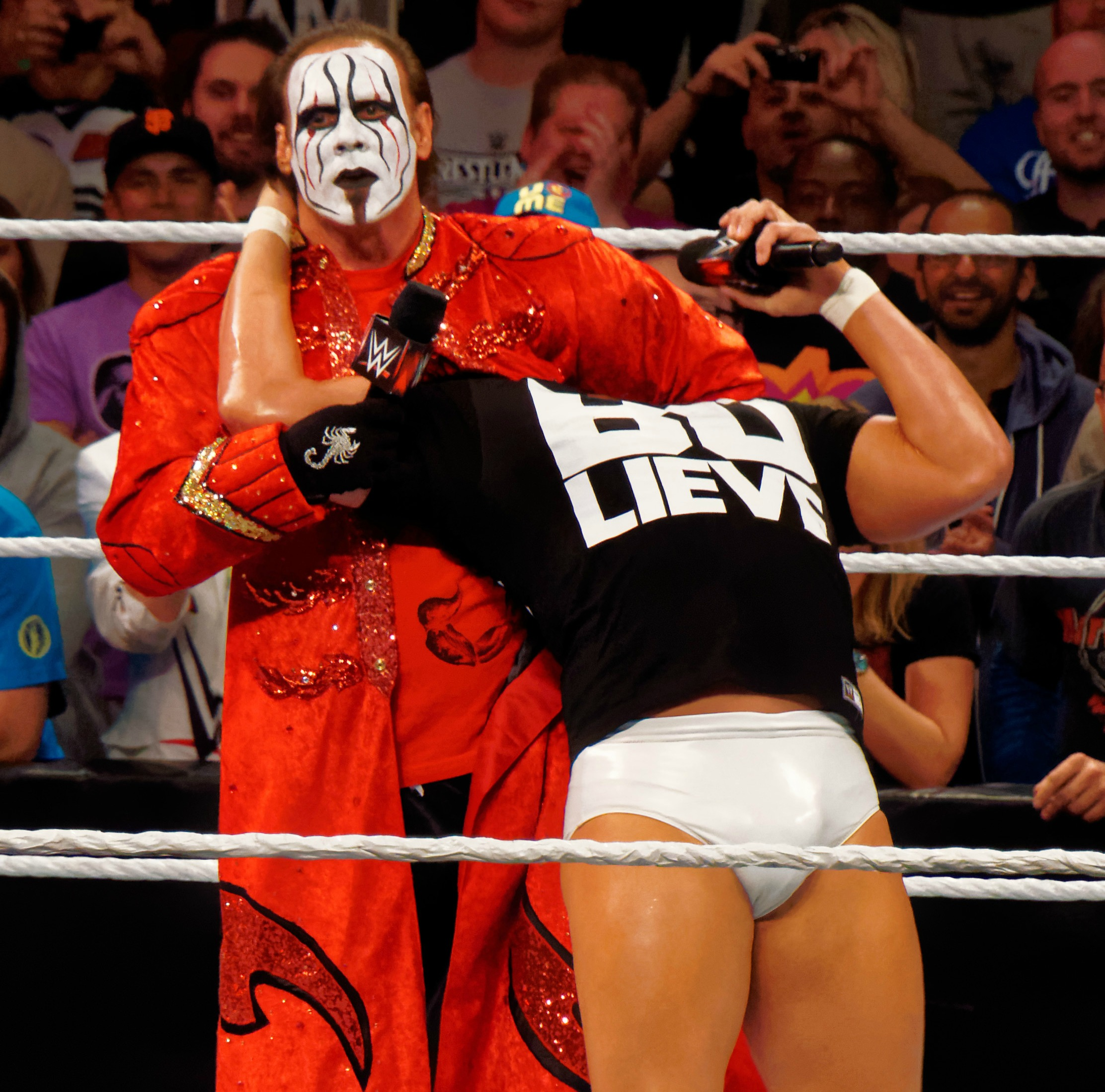
スコーピオン・デスドロップ
リバースDDT。ペイントが白黒バージョンになってからの得意技。使い始めたきっかけはnWoが台頭し始めた当初、試合をせずに乱入だけ行っていたが、その際に急に天井より下りてきて後ろから相手の髪を掴み、そしてリバースDDTを食らわして去っていくというスティング独特の非常に見栄えがするものであった。ジョニー・スミスの使用するブリティッシュ・フォール型や、時にスイング式も使用した。
スコーピオン・デスロック
アメリカではブレット・ハートと並ぶこの技の使用者の双璧に位置する。大一番等ではえげつない程腰を深く落とす。なおアメリカでこの手の技は、ブレットの影響からシャープシューターと呼ばれる事が殆どであるが、スティングのもののみがスコーピオン・デスロックと呼ばれる。

### 飛び技
スティンガー・スプラッシュ
スティングの代名詞的な技。コーナーにもたれかかった（背面やコーナーに横たわった場合もあり）相手へ、対角線上から走りこんでのジャンピング・ボディ・アタック。
ダイビング・ボディ・プレス
WCW在籍時の1990年代前半に度々新日本プロレスに来日していたが、そのときはスコーピオン・デスロックが長州力の代名詞であったため、この技で仕留めることが多かった。

### 打撃技
エルボー
エルボー・スタンプ
バックエルボー
ハンド・チョップ
クローズライン
ダイビング・クローズライン
ドロップキック
打点が非常に高く、名手の一人に数えられる。

### 投げ技
フェイス・クラッシャー
リフトアップ・スラム

### 反則技
凶器攻撃
黒バットによる殴打。

### その他
- 雄叫び

両手を口にあてがい、「Woo!」と叫ぶ定番ムーブ。

## 獲得タイトル
AEW

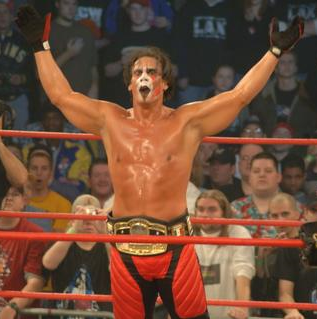
NWA世界ヘビー級王者時代

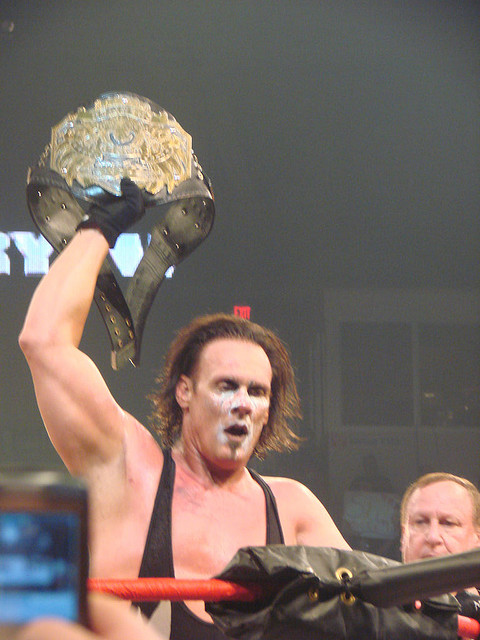
TNA世界ヘビー級王者時代

- AEW世界タッグチーム王座 : 1回（第13代）（w / ダービー・アリン）

WWE
- WWE殿堂

TNA
- TNA殿堂
- TNA世界ヘビー級王座 : 4回
- TNA世界タッグ王座 : 1回（w / カート・アングル）
- NWA世界ヘビー級王座 : 1回（第110代）

WCW
- WCW世界ヘビー級王座：6回
- WCW世界タッグ王座：3回（w / レックス・ルガー、ザ・ジャイアント、ケビン・ナッシュ）
- WCWインターナショナル世界ヘビー級王座：2回
- WCW USヘビー級王座：2回
- NWA世界TV王座：1回
- NWA世界ヘビー級王座 : 1回（第75代）
- バトルボウル 優勝 : 1回（1991年）

UWF
- UWF世界タッグ王座：3回（w / エディ・ギルバート×2、リック・スタイナー）

WWA
- WWA世界ヘビー級王座 : 1回

## 逸話
- WCW時代に新日本プロレスに参戦した際、武藤敬司とタッグを組んだ時は、武藤に自分と同じようなペイントをさせて試合していたが、決して自分より上手に描かなかったらしい。当時誌面ではムティングと呼ばれており、VHS『闘魂Vスペシャルvol.29』で武藤が解説を務めた際、武藤&スティングvsノートン&ビッグ・ブーバー戦において「あいつ、自分のよりかっこよく書いてくれないんですよ」と語った。
- 旧NWA（WCW、TNAなど）所属のトップレスラーとして、WWEに登場しない最後の大物レスラーの一人であったが、2014年にようやくWWEに参戦している。リック・フレアーはこの件についてアルティメット・ウォリアーとの比較で「スティングはビンスの下へ行くべきだった。ウォリアーより10倍はうまかった。スティングがいればホーガンvsウォリアーは実現することはなかったんだ」と述べていた。